# 名誉学位
名誉学位（めいよがくい、英：Honorary degree）とは、大学等、学術機関から特定の分野で功績を挙げた個人に対して、その功績を称え贈呈される称号。学術称号のうち学術能力の証明ではなく社会的功績に対する顕彰を目的とした名誉学術称号の一種である。学位名称に名誉を冠したもので、名誉博士が代表的であるが、名誉修士、名誉学士など学位制度に準じた称号が設定されている大学もある。名誉学位は本来の意味での学位ではないため名誉学位の贈呈をもって当該校を卒業扱いとすることは不適切である。他方で、名誉教授は学校教育法109条に規定されている称号であり、名誉学位とはその点で異なる。

## 名誉学位と捏造称号の問題
学位は大学の教員ないし一定の社会的地位につく上での条件となる場合もあり、その表記方法は厳格であり、学位の詐称は学歴詐称即ち刑法246条1項、2項の詐欺罪に及び軽犯罪法第1条第15号の官公職、位階勲等、学位その他法令により定められた称号の詐称に該当し罰則の対象となる。学位は法的に保障された権威ある称号であるものの、その授受は国家など公的な機関を離れ、大学の裁量で行われる。詐称も発生しやすいので、自らの履歴において学位の取得を申告する場合、学位名称、専攻分野、授与機関名、学位番号を表記することが求められる。
大学の規定により定められた名誉学位は、被贈呈者の功績を称えるべく、その規定に基づく功績調査と認定審議を経て贈呈される。日本人が国外大学から贈呈される場合もあれば、国内大学が外国人へ贈呈する場合もある。法に準じて贈呈規定を大学毎に定めることを求めた名誉学位制度を備えた国もある。学術的な意味での学位制度それ自体も各国国内法によるもので、学術的な意味での学位の場合でさえ、国際基準があるわけではない。その意味で、名誉学位に法的な根拠がないという解説は一般性を欠く。誰に名誉学位を贈呈するかは、授与機関の評価にも結び付くものだけにその審査は慎重である。特に学術上の博士学位を授与する学位授与機関の場合、名誉学位の被贈呈者の推薦は、しばしば学術上の顕著な業績に基づく功績を前提になしえるものである。そのような機関の場合、名誉学位の贈呈数は極めて限定されており、その贈呈数それ自体もまた、スクリーニングの厳しさを反映したものである。名誉学位の贈呈に際して認められた功績が学術上の業績に基づくと言えるか否かは、個別ケースにおいてはじめて検討しえる。
名誉学位の贈呈に際して認められた功績は次のように具体的に確認することができる。まず、通常、授与機関がホームページや広報誌・機関誌、報道発表等を通じて贈呈規定及び贈呈事実を明らかにしている。そして、その内容は後日でも授与機関の広報担当部署を通じて照会しえる。学術的な学位と社会的功績としての栄誉との相違を区別する意味でも、名誉学位であることの正確な表記が求められる。正確な表記をする限り、その功績、栄誉は明瞭である。
現実の社会では、学位に類似した称号であっても名誉博士など学位名称に何らかの名称を付記する場合、学位とは別の称号として認識されることから、学位に因んだ名称を持つ称号が多く創られ授受されてきた。正規の学位を授与する大学などでも学位に名誉と冠した名誉学位を創設し、顕彰を趣旨とした称号としてこれを定めおり、政府や地方公共団体また大学が主催するような市民カレッジや民間の各種講座においても講座修了の記念として市民学士などの称号を授与する例は多い。こうした称号も授与機関名と称号名をともに名乗り、少なくとも学位とは別個の称号であると理解できる限りは呼称することに問題はない。要するに、学位の詐称は正式な学位名称を名乗り学位を取得したと錯覚、誤解させることにより発生するものであり、僅かな差異であっても学位と異なる称号を名乗ること自体、罪にはならない。実際に詐称となるか否かの基準はきわめて緩やかなものといえる。
こうした緩やかな慣行の隙間を縫うように、学位及び類似した称号を製造し、かつそれを金品と引き換えに授受したり斡旋する業者も存在する。そのため、名誉学位に因んだ紛争は後をたたない。特に国外には、学位を審査・授与するに足らないディプロマミル・ディグリーミルという機関が大学を称して、形式的な審査と料金を支払うことで、正式な博士の学位であるかのように学位を授与する（学位記を交付する）組織も存在する。法的規制のない名誉学位や或いは学位に特許と付記して学位や名誉学位とも異なる独自称号を製造販売する事業も存在している。こうした称号を巡る紛争が時折、犯罪に抵触する事態も時折見られるが、その場合に称号の販売や購入した者がそれを称することが直接的な原因となることは少なく、その他の事由により取り締まられることが多い。資格商法同様、爵位や学位その他法令により国の定める資格や称号を除いて民間の称号を取り締まる法律がない故に発生し得る問題といえる。